# کلروفلوئوروکربن

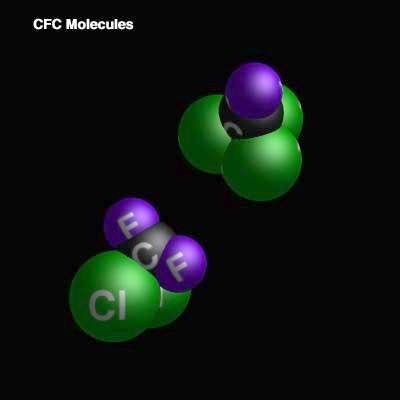
نمایی از ترکیب کلروفلوئوروکربن (CFC)

کلروفلوئوروکربن (Chlorofluorocarbons (CFC)) موادی شیمیایی هستند که در تهویه و در چرخه‌های انتقال حرارت به عنوان ماده‌ی واسط کاربرد وسیعی دارند. از کلروفلوئورکربن ‌ها به‌عنوان گاز یخچال نیز استفاده می‌شود. این مواد باعث نابودی لایه‌ی اوزون نیز شده‌اند. مشهورترین کلروفلوئورکربن‌ها cfc۱۱ و cfc۱۲ هستند. نور خورشید باعث شکسته‌شدن این ماده می‌شود و اتم های کلر ازاد می‌شوند. کلرها به اوزون حمله می‌کنند. هر اتم کلر قادر است صد هزار مولکول اوزون را از بین ببرد. کلروفلوئوروکربن‌ها موادی هستند که به عنوان سرمازا در یخچال‌ها و به‌عنوان عامل فشار در اسپری ها و اسپری های ضد تعریق استفاده می‌شوند. اتم کلر بسیار فعال و پرانرژی است و می‌تواند با اکسیژن حاصل از تجزیه‌ی اوزون واکنش بدهد و clo را بسازد و باعث تخریب اوزون بشود. هر اتم کلر قبل از خارج شدن از استراتوسفر می‌تواند حدود ۱۰۰۰۰ مولکول اوزون را نابود کند.